# La Compagnia (Prison Break)
La Compagnia (The Company nell'originale) è un'organizzazione segreta fittizia della serie tv Prison Break.

Il Generale Jonathan Krantz

La Compagnia è un gruppo di multinazionali creato dopo la Guerra Fredda, della cui esistenza sono al corrente solo coloro che lavorano per essa. Esercita la sua influenza fino ai livelli più alti del potere politico, controllando tutte le decisioni che vengono prese dalla Casa Bianca. Il suo scopo è quello di arrivare ad avere il pieno controllo dell'economia degli Stati Uniti e stabilire così un nuovo ordine mondiale. Per raggiungere tale obiettivo usa Caroline Reynolds, vice presidente degli Stati Uniti, attraverso la quale manipolare il progetto sulla legge sull'energia. I tentativi impiegati dalla Compagnia per prendere controllo dell'economia del paese passano attraverso transazioni illegali, coperte dalla Ecofield, società di Terence Stedman, fratello della Reynolds.
Quando l'impiegato Aldo Burrows minaccia di svelare tutti segreti della Compagnia, questa cerca in tutti i modi di fermarlo. Per farlo uscire allo scoperto decide di fare leva sul figlio Lincoln, mettendo in atto un piano tramite il quale poter confezionare delle prove schiaccianti per farlo condannare alla sedia elettrica per l'omicidio di Stedman, omicidio che in realtà non verrà commesso né da Lincoln né da altri.
In un primo momento, la Compagnia non interviene direttamente nella cospirazione, lasciando alla Reynolds e ai suoi agenti tutti i mezzi per portare a termine il piano. Ma nonostante vari tentativi, gli agenti del vice presidente non riescono a fermare le indagini degli avvocati di Lincoln, Veronica Donovan e Nick Savrinn. La Reynolds è così costretta ad informare la Compagnia, la quale però comincia a dubitare anche della possibilità che la Reynolds sia in grado di vincere le elezioni. Anche il Presidente Richard Mills perde fiducia e questo spinge la Compagnia a rompere ogni rapporto con la donna. Ma quando la Reynolds fa uccidere il Presidente (facendolo avvelenare con una sostanza che non lascia tracce nel sangue) e prende il suo posto alla guida del paese, la Compagnia cambia atteggiamento.